# 司馬景 (城陽王)
司馬景（？—270年8月25日），字景度，河内郡温县（今河南省焦作市温县）人，晉武帝司馬炎第四子，生母审美人，晋朝宗室、官员。

## 生平
泰始五年（269年）十一月，晋武帝追封弟弟司马兆为城阳王，以司马景为司马兆的嗣子承袭城阳王。泰始六年七月乙巳（270年8月25日），司马景去世，谥号怀。